# Asna (ciclone)
Asna foi um ciclone tropical (também tempestade ciclônica) que se formou perto da costa da Índia, sobre o Mar Arábico, no dia 30 de agosto de 2024. A tempestade foi o primeiro ciclone tropical a se formar naquelas águas desde 1976 e a primeira a se formar no Oceano Índico Norte (OIN) desde 1981.
A tempestade se dissipou no dia 03 de setembro.

## História meteorológica
Em 24 de agosto, formou-se uma circulação ciclónica sobre Madhya e Uttar Pradesh. No início do dia seguinte, em 25 de agosto, o IMD observou que havia evoluído para uma depressão terrestre sobre Rajasthan e Madhya Pradesh. Mais tarde naquele dia, a depressão intensificou-se e transformou-se numa depressão profunda a sudeste de Udaipur. Em 27 de agosto, a JTWC começou a rastrear a depressão profunda, observando que estava em um ambiente marginal para o desenvolvimento. Dois dias depois, em 29 de agosto, emitiram um TCFA sobre a depressão em desenvolvimento, Antes de a designar como ciclone tropical 02A no início do dia seguinte. Mais tarde, no mesmo dia, a 30 de agosto, o IMD classificou-o numa tempestade ciclónica, nomeando-o Asna.

## Impactos
Muitas partes de Guzerate e Madhya Pradesh foram inundadas devido às fortes chuvas da tempestade. Inundações em Gujarat mataram 29 pessoas, com 1.696 resgatados e mais de 23.870 realocados. Até 260 mm de chuva caíram em Vadodara e Ahmedabad registou 120 mm de chuva.

## Curiosidades
Além de bater um recorde de cerca de 48 anos, já que um ciclone tropical não se formava no Mar Arábico desde 1976, outro dado que intrigou os cientistas é que Asna começou como uma área de baixa pressão sobre terra, especificamente sobre o estado de Gujarat, Índia, de onde seguiu para oeste até alcançar o Mar Arábico. "Houve 32 ciclones anteriores na região do OIN em agosto e apenas quatro no Mar Arábico entre 1891 e 2023", explicou o Down To Earth.